# Ramsberg am Brombachsee
Ramsberg is een plaats in de Duitse gemeente Pleinfeld, deelstaat Beieren, en telt 650 inwoners (2006).

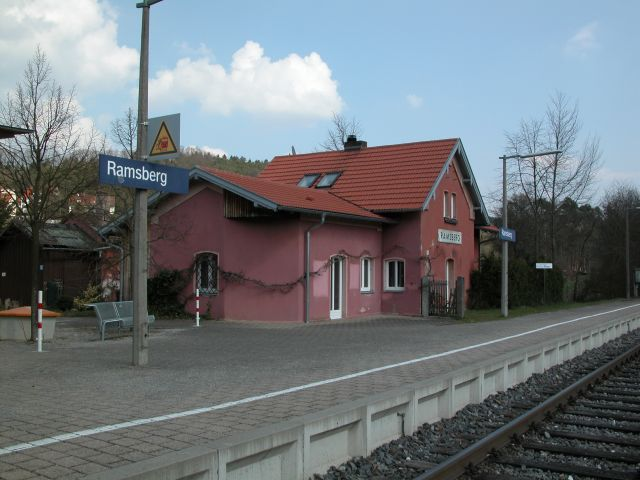
Station van Ramsberg